# Еліас Леннрут
Е́ліас Ле́ннрот (фін. Elias Lönnrot; 9 квітня 1802, Самматті, Фінляндія — 19 березня 1884, там само) — один із найвизначніших представників фінської культури, видатний записувач і дослідник карело-фінського епосу «Калевала», мовознавець, лікар за освітою. Автор першої книги з ботаніки фінською мовою — «Flora Fennica – Suomen Kasvisto» (1860 рік).

## Біографія
Народився в бідній сім'ї сільського кравця в приході Самматті колишньої Нюландської губернії, жив надзвичайно бідно.
По закінченні школи, спочатку шведської в Таммісаарі, а потім у Турку, тут таки вступив до університету (1822), закінчив його 1827 року. Поновив навчання в галузі медицини в університеті (Гельсингфорса) і в 1832 році закінчив його.

### У Каяні. «Калевала».
Спочатку 1833 року Леннрот отримав посаду районного лікаря у Східній Фінляндії, в невеликому містечку Каяні. Тут він мешкав 21 рік, до кінця 1853 року — найпліднішого періоду свого життя.

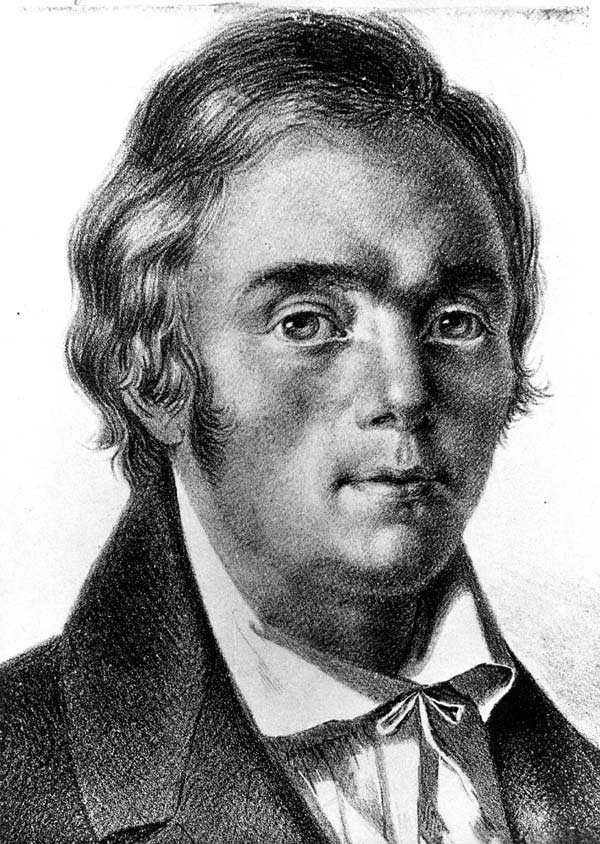
молодий Леннрот, портрет худ. Кнутсона, 1841

Протягом цих років Леннрот здійснив величезну роботу, збираючи фольклора і епоса «Калевала», який приніс йому світову славу. Леннрот здійснив 11 мандрівок Карелією (фінською та російською, 1828—1842), також територією східної і частиною північної Карелії (у 1832—1837, 1841—1842). Ці мандрівки здійснював пішки, з рушницею й торбиною за плечима, або в човні, як фольклорист і лінгвіст. Втім, його записи — щоденники й замітки, більшу частину з яких опубліковано, містять багато географічних і краєзнавчих відомостей: про шляхи та способи пересування, ландшафт, озера, річки, поселення, населення, його побут і промисли, економічний стан, звичаї, стан лікарської допомоги та інше. Деякі з його краєзнавчих спостережень, особливо басейну Верхньої Кемі, не втратили свого пізнавального значення.
Під час першої подорожі (1828) російською Карелією він охопив частково Приладожжя (Сортавала), під час другої мандрівки (літо 1832), перейшовши кордон через Колвас'ярві, Леннрот побував у Реболі, Каскеснаволок, Мінозеро і Бабій Губі (оз. Кам'яне) і через Лендери повернувся до Фінляндії — Каяни, Куопіо, Порвоо, Гельсінкі.
У 1833 році Леннрот провів основну фольклорну експедицію із запису пісень-рун «Калевали»: із Каяні в російську Карелію через Вуокі, Кам'яне, на Войниці й Вокнаволок (озеро Верхнє Куйто); через Кам'яне озеро повернувся додому — і четверта — Карелією (квітень 1834) коротка мандрівка (18 днів) минула переважно в російській Карелії. Леннрот побував у Войниці, Ювалакші, Ухті, Вокнаволоці, на Кам'яному озері і в Ладозері, тобто у верхній частині басейну річки Кемі. Тут він зустрівся зі знаменитим руновиконавцем Карелії — Архипом Пертуненом.

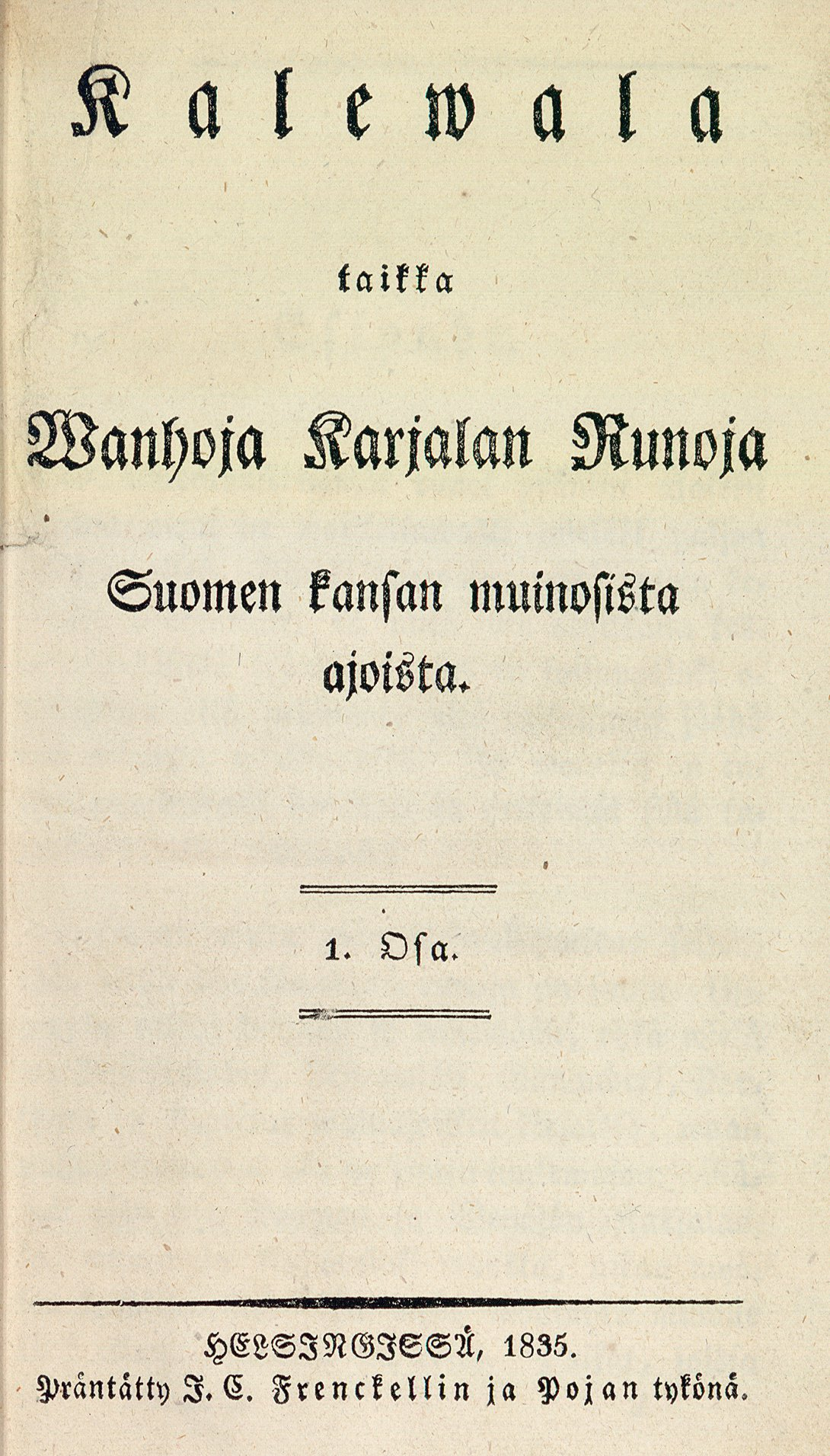
Перше видання "Калевали", 1835

Під час наступної мандрівки (1835) Леннрот закінчив «Калевалу», пройшов великий шлях північно-східною Карелією, відвідавши Реболи, Ругозеро, звідти вздовж річки Чирка-Кем і Юшкозера, Ухту, Ювалакшу, Вокнаволок. Найдовшим і найскладнішим був його похід у 1836—1837 роках. Спочатку він здійснив північну частину маршруту: через Ухту, Кереть, Ковду, відвідав Кандалакшу й Колу на Кольському півострові, Петсамо (Печенгу) і всю північну частину Фінляндії.
Одразу ж після повернення додому Леннрот вирушив на південь, через Вокнаволок і Реболи до карелів Східної Фінляндії, до північного узбережжя Ладозького озера.
В останній мандрівці Карелією Леннрот поставив собі завдання філологічно дослідити карельські діалекти і зібрати матеріали для великого шведсько-фінського словника.
У 1841 році Леннрот відвідав Петрозаводськ. Зібрані руни великого карело-фінського епосу «Калевала» Леннрот об'єднав і видав спочатку 1835 року і потім 1835 року.
Крім цієї основної праці та згадуваного словника, він опублікував збірки: «Фінські народні прислів'я» (1842), «Фінські загадки» (1844) та ін. Як лікар Леннрот уклав: «Домашній лікар фінського селянина»(1839) і «Флора Фінляндії» (1860).
У 1841—42 роках Леннрот разом із Матіасом Кастреном здійснив велику етнографо-лінгвістичну поїздку Лапландією. У вченому світі своєї країни Леннрот був відомий глибокими знаннями фінської мови та фольклору.

### Після Каяні
У 1853 році його запрошено професором фінської мови й літератури в Гельсінгфорський університет.
Залишивши цю посаду 1862 року, Леннрот поїхав до рідного села Самматті, де й помер у віці 82 років.
У 1876 році Леннрота обрано почесним академіком Петербурзької академії наук. Творчі і наукові зв'язки з українським ученим-етнографом і класиком української літератури Пантелеймоном Кулішем мають велике історико-літературне значення.